# Дар'яльська ущелина

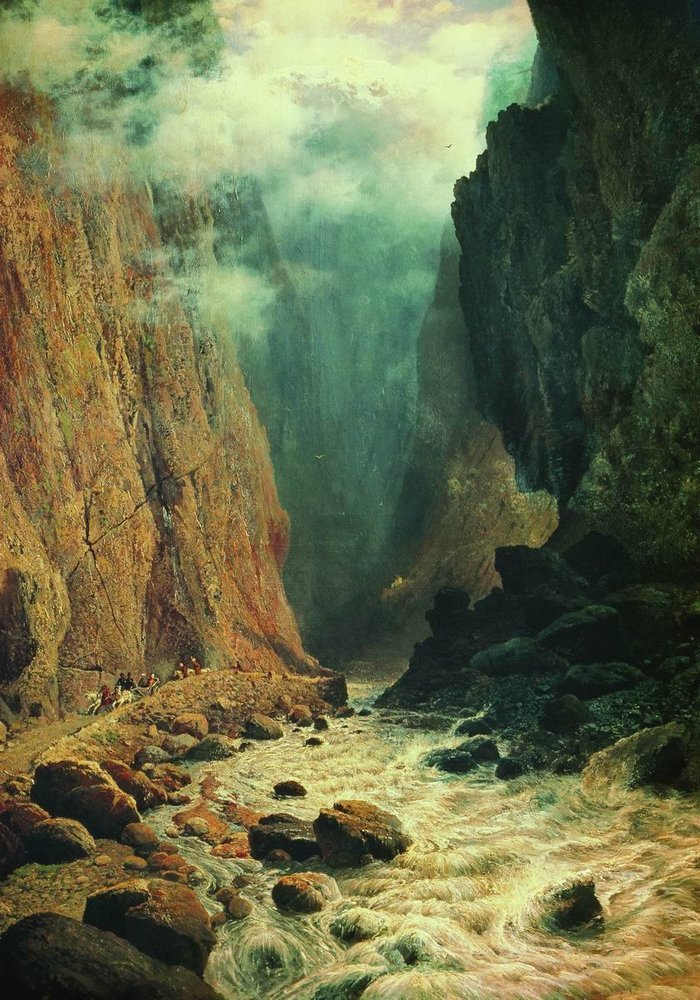
«Дар'яльська ущелина», картина Руфіна Судковського, (1884) — Державний Російський музей

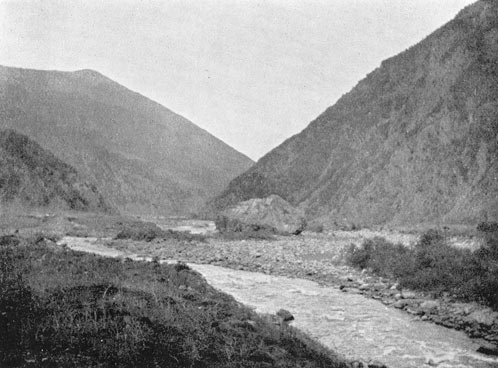
Фото ущелини з книги 1906 року

Дар'яльська ущелина (ос. Арвиком або Дайрани ком, груз. დარიალის ხეობა, інг. Дярейол) — ущелина річки Терек у місці перетину Бічного хребта Великого Кавказу, на схід від гори Казбек, на кордоні Росії (Північної Осетії) та Грузії — між селищем (та однойменним контрольно-пропускним пунктом) Верхній Ларс і смт Степанцмінда (Казбегі).

## Опис
Упродовж 3 км над руслом підіймаються скелі до 1000 м висотою. Воєнно-Грузинська дорога проходить ущелиною, перетинаючи тунель і міст — на російській стороні, а потім ще один тунель, всередині якого проходить російсько-грузинський державний кордон.
Дар'яльська ущелина була відома стародавнім географам як «Брама Кавказу» («Аланська брама»). Аланська брама — стародавня назва ущелини, що походить від найменування аланів, які володіли цим важливим проходом через Головний Кавказький хребет за доби раннього середньовіччя.
Ущелина змальована у творах Олександра Пушкін («Подорож в Арзрум під час походу 1829 року»), Михайла Лермонтова («Демон», 1837; «Тамара», 1841) тощо.